# Водне поло на Чемпіонаті світу з водних видів спорту 1994
Змагання з водного поло на Чемпіонаті світу з водних видів спорту 1994 тривали з 1 до 11 вересня 1994 року в Італійському форумі в Римі (Італія).

## Медальний залік

### Таблиця медалей
| Місце               | Країна              | Золото | Срібло | Бронза | Загалом |
| ------------------- | ------------------- | ------ | ------ | ------ | ------- |
| 1                   | Італія (ITA)        | 1      | 0      | 1      | 2       |
| 2                   | Угорщина (HUN)      | 1      | 0      | 0      | 1       |
| 3                   | Іспанія (ESP)       | 0      | 1      | 0      | 1       |
| 3                   | Нідерланди (NED)    | 0      | 1      | 0      | 1       |
| 5                   | Росія (RUS)         | 0      | 0      | 1      | 1       |
| Загалом (5 збірних) | Загалом (5 збірних) | 2      | 2      | 2      | 6       |

### Медалісти
| Дисципліна | Золото | Срібло | Бронза |
| ---------- | --- | --- | --- |
| Чоловіки   | Італія | Іспанія | Росія |
| Жінки      | Угорщина Каталін Данча, Андреа Еке, Жужанна Хуфф, Жужа Кертес, Ільдіко Куна, Ірен Рафаель, Каталін Редеї, Едіт Шипош, Мерцедес Штібер, Орщоля Салькаї, Крістіна Сремко, Рабріелла Тот, Ноемі Тот. Головний тренер: Дьюла Тот. | Нідерланди Карла ван дер Бон (вор.), Геллен Бурінґ (вор.), Еллен Баст, Гілліан ван ден Берг, Едме Гімстра, Стелла Крікард, Карін Кейперс, Інґрід Лейєндеккер, Алісе Ліндгаут, Сандра Схерренбурґ, Ріанне Схрам, Янні Спейкер, Гедда Вердам. Головний тренер: Кес ван Гардевелд. | Італія Ніколетта Аббате, Кармела Аллуччі, Крістіна Консолі, Франческа Конті, Антонелла Ді Джачінто, Меланія Грего, Стефанія Ларіуччі, Джузі Малато, Мартіна Мічелі, Паола Саббатіні, Оріана Ді Сієна, Моніка Вальянт, Мілена Вірці. |